# كين ماك إيوان
كين ماك إيوان (16 يوليو 1952 في جنوب أفريقيا - ) (بالإنجليزية: Ken McEwan)‏ هو لاعب كريكت جنوب أفريقي.

## وصلات خارجية
- كين ماك إيوان على موقع إي آس بي آن كريك إنفو (الإنجليزية)